# 蒙塔納足球俱樂部
蒙塔納足球俱樂部是保加利亞的足球俱樂部，主場位於蒙塔納。目前參加保加利亞足球甲級聯賽的賽事。

## 外部連結
- Unofficial website （页面存档备份，存于）